# Малоаккулаєво
Малоаккула́єво (рос. Малоаккулаево, башк. Бәләкәй Аҡҡолай) — присілок у складі Альшеєвського району Башкортостану, Росія. Входить до складу Казанської сільської ради.
Населення — 138 осіб (2010; 137 в 2002).
Національний склад:
- башкири — 91 %